# Установка (электроразведка)

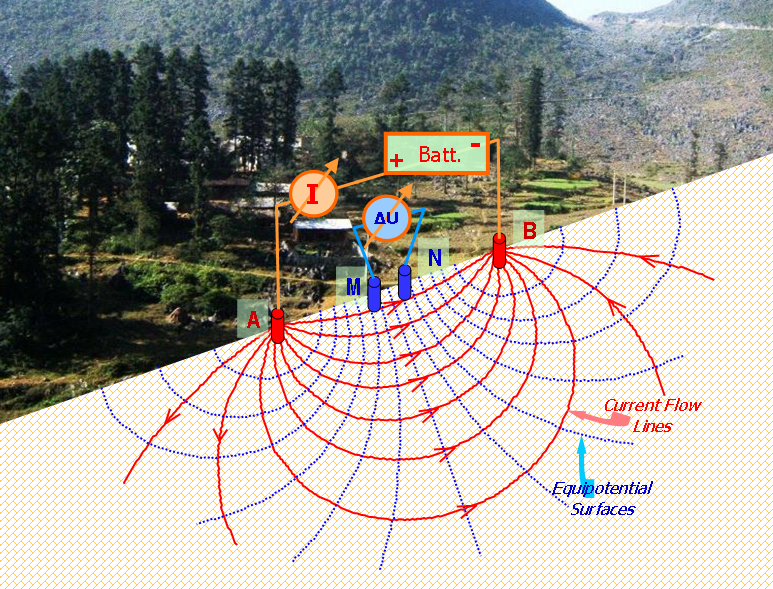
Установки в электроразведке

Установка — система электродов, применяемая для создания электрического или электромагнитного поля в горных породах и  измерения параметров поля. Установки применяются для выполнения полевых работ методами электроразведки, при измерении электрических свойств образцов горных пород, определении наличии блуждающих токов, в электрохимии.

## Виды установок
- Двухэлектродная[2]
- Шлюмберже —
- Веннер (альфа, бета, гамма)
- Трёхэлектродная
- Дипольная осевая
- Дипольная экваториальная

## Измерение удельного электрического сопротивлений
Одной из задач, решаемых в электроразведке, является измерение удельного электрического сопротивления.  Для этого в горных породах создаётся электрический ток и измеряется напряжение (разность потенциалов) поля, создаваемого электрическим током. Предполагая, что среда электрически однородна, удельное электрическое сопротивление вычисляется по формуле:
{\displaystyle \rho =k{\frac {V}{I}}}